# Jorge López Anaya
Jorge López Anaya (Buenos Aires, 31 de julio de 1936-Ibid., 5 de abril de 2010) fue un pintor y crítico de arte argentino.

## Biografía

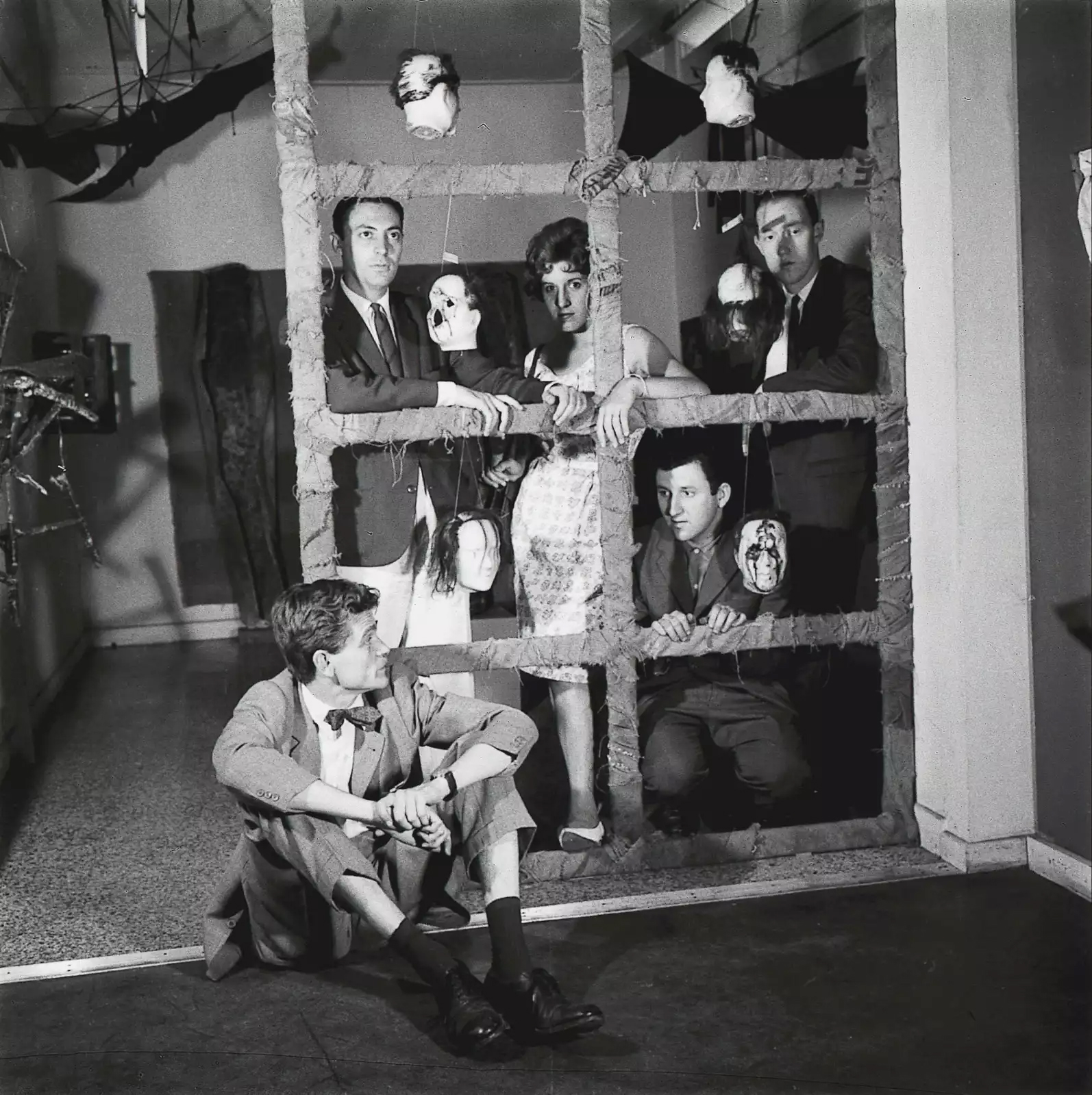
López Anaya, Silvia Torras, Jorge Roiger, Luis Wells y Kenneth Kemble en la célebre exposición Arte destructivo en Galería Lirolay, Buenos Aires, 1961.

Hijo del grabador Fernando Manuel López Anaya, se inició con él en las artes plásticas, estudió luego con Juan Batlle Planas y Adolfo de Ferrari.
Exhibió entre 1954-1960 e integró el grupo de Arte Destructivo en 1961 con exposiciones primero en la galería Lirolay de Buenos Aires y luego en la galería Witcomb.
Figura en la muestras del informalismo entre 1969 y 1978.
Se licenció en la Universidad Nacional de La Plata en Historia del Arte. Fue profesor universitario, fundador y docente de la cátedra de Historia del Arte Argentino en la Universidad de Buenos Aires entre 1986-1999 y director del área de artes plásticas del Instituto de Arte latinoamericano, en el cual fue asistido por la crítica Liliana Álvarez, como jefa de trabajos prácticos.

A partir de 1976 es designado por el General de Brigada Solari (al frente del Ministerio de Educación de la Provincia de Buenos Aires) en varios lugares simultáneamente. Está en la Dirección Nacional de enseñanza artística, después lo van a nombrar interventor normalizador en la Dirección de Bibliotecas, un lugar clave por el tema de la circulación de libros prohibidos, y luego va a ser nombrado interventor normalizador en la Biblioteca Pública Central, que dependía de la Universidad Nacional de La Plata. Simultáneamente, va a ser Secretario de extensión del Rectorado de la Universidad Nacional de La Plata en 1976.
El otro cargo es el de Decano de la Facultad de Bellas Artes. Esa facultad, particularmente en la ciudad de La Plata fue un lugar sensible porque allí se cerraron muchas carreras, a diferencia de otras facultades. Es un personaje singular porque “normalizó” varias áreas a la vez. Entre el año 1976 y 1978 va a haber una serie de resoluciones ministeriales de intervención, firmadas por Solari y por López Anaya, a distintos establecimientos educativos artísticos en toda la provincia¹.

Desde 1983 ejerció la crítica en el diario La Nación, las revistas Lápiz y Art Nexus.
Fue distinguido con el Premio Konex en 1994 y 2004 e integró el jurado en dos oportunidades.
Tuvo dos hijas de su matrimonio con Graciela Lorenzo, María y Manuela López Anaya, editora y diseñadora de libros de arte, con quien realizó numerosos proyectos.

## Publicaciones selectas
- Antonio Berni, estética de la incertidumbre.
- El arte en un tiempo sin dioses.
- Kenneth Kemble, la gran ruptura
- Enio Iommi, escultor
- Xul Solar, una utopía espiritualista
- La vanguardia informalista 1957-1966
- Claves para el arte contemporáneo
- Arte Argentino (1600-2000)
- Estética de la incertidumbre